# 郭洪泉
郭洪泉（1972年10月—），山东菏泽人，中华人民共和国政治人物，中国农工民主党党员，第十三届全国人民代表大会辽宁地区代表。

## 生平
2018年2月24日，当选为第十三届全国人大代表。